# Cressat
Cressat est une commune française située dans le département de la Creuse, en région Nouvelle-Aquitaine.

## Géographie

### Généralités
Dans la moitié nord du département de la Creuse, la commune de Cressat s'étend sur 33,41 km2. Elle est bordée à l'ouest sur moins d'un kilomètre par la Creuse et est arrosée par ses affluents, les ruisseaux d'Épy, du Bois et de Vigeville, ainsi que à l'est par un affluent de la Petite Creuse, le Verraux, qui prend sa source à l'est du bourg et alimente l'étang de Cressat.
L'altitude minimale avec 340 mètres se trouve localisée à l'extrême ouest, au lieu-dit las Brouas, là où la Creuse quitte le territoire communal et sert de limite entre celles d'Ahun et de Pionnat. L'altitude maximale avec 546 mètres est située un kilomètre à l'ouest du bourg, au niveau du château d'eau.
À l'intersection des routes départementales (RD) 50 et 990, le bourg de Cressat est situé, en distances orthodromiques, 18 kilomètres à l'est-sud-est de Guéret, la préfecture, et 21 kilomètres au nord d'Aubusson, la sous-préfecture.
Le territoire communal est également desservi par les RD 13, 16, 53 et 65. Un kilomètre et demi au sud-est du bourg passe la ligne ferroviaire de Montluçon à Saint-Sulpice-Laurière sur laquelle se trouve la gare de Cressat, désaffectée. À l'ouest, cette ligne franchit la Creuse au viaduc de Busseau, dont la partie orientale fait partie du territoire communal sur une quinzaine de mètres.

### Communes limitrophes
Cressat est limitrophe de huit autres communes.
| Vigeville | Jarnages       | Parsac-Rimondeix        |
| Pionnat   | Cressat        | Saint-Dizier-la-Tour    |
| Ahun      | Moutier-d'Ahun | Saint-Pardoux-les-Cards |

### Climat
Pour des articles plus généraux, voir Climat de la Nouvelle-Aquitaine et Climat de la Creuse.
En 2010, le climat de la commune est de type climat des marges montargnardes, selon une étude s'appuyant sur une série de données couvrant la période 1971-2000. En 2020, Météo-France publie une typologie des climats de la France métropolitaine dans laquelle la commune est exposée à un climat de montagne ou de marges de montagne et est dans la région climatique  Ouest et nord-ouest du Massif Central, caractérisée par une pluviométrie annuelle de 900 à 1 500 mm, maximale en automne et en hiver.
Pour la période 1971-2000, la température annuelle moyenne est de 10,1 °C, avec une amplitude thermique annuelle de 15,2 °C. Le cumul annuel moyen de précipitations est de 1 032 mm, avec 12,5 jours de précipitations en janvier et 8,2 jours en juillet. Pour la période 1991-2020, la température moyenne annuelle observée sur la station météorologique la plus proche, située sur la commune de Guéret à 19 km à vol d'oiseau, est de 11,3 °C et le cumul annuel moyen de précipitations est de 1 103,0 mm. Pour l'avenir, les paramètres climatiques de la commune estimés pour 2050 selon différents scénarios d'émission de gaz à effet de serre sont consultables sur un site dédié publié par Météo-France en novembre 2022.

## Urbanisme

### Typologie
Au 1er janvier 2024, Cressat est catégorisée commune rurale à habitat très dispersé, selon la nouvelle grille communale de densité à 7 niveaux définie par l'Insee en 2022.
Elle est située hors unité urbaine. Par ailleurs la commune fait partie de l'aire d'attraction de Guéret, dont elle est une commune de la couronne,. Cette aire, qui regroupe 72 communes, est catégorisée dans les aires de moins de 50 000 habitants,.

### Occupation des sols
L'occupation des sols de la commune, telle qu'elle ressort de la base de données européenne d’occupation biophysique des sols Corine Land Cover (CLC), est marquée par l'importance des territoires agricoles (83,7 % en 2018), une proportion sensiblement équivalente à celle de 1990 (82,9 %). La répartition détaillée en 2018 est la suivante : 
prairies (57,9 %), zones agricoles hétérogènes (25 %), forêts (15,3 %), milieux à végétation arbustive et/ou herbacée (1 %), terres arables (0,7 %). L'évolution de l’occupation des sols de la commune et de ses infrastructures peut être observée sur les différentes représentations cartographiques du territoire : la carte de Cassini (XVIIIe siècle), la carte d'état-major (1820-1866) et les cartes ou photos aériennes de l'IGN pour la période actuelle (1950 à aujourd'hui).

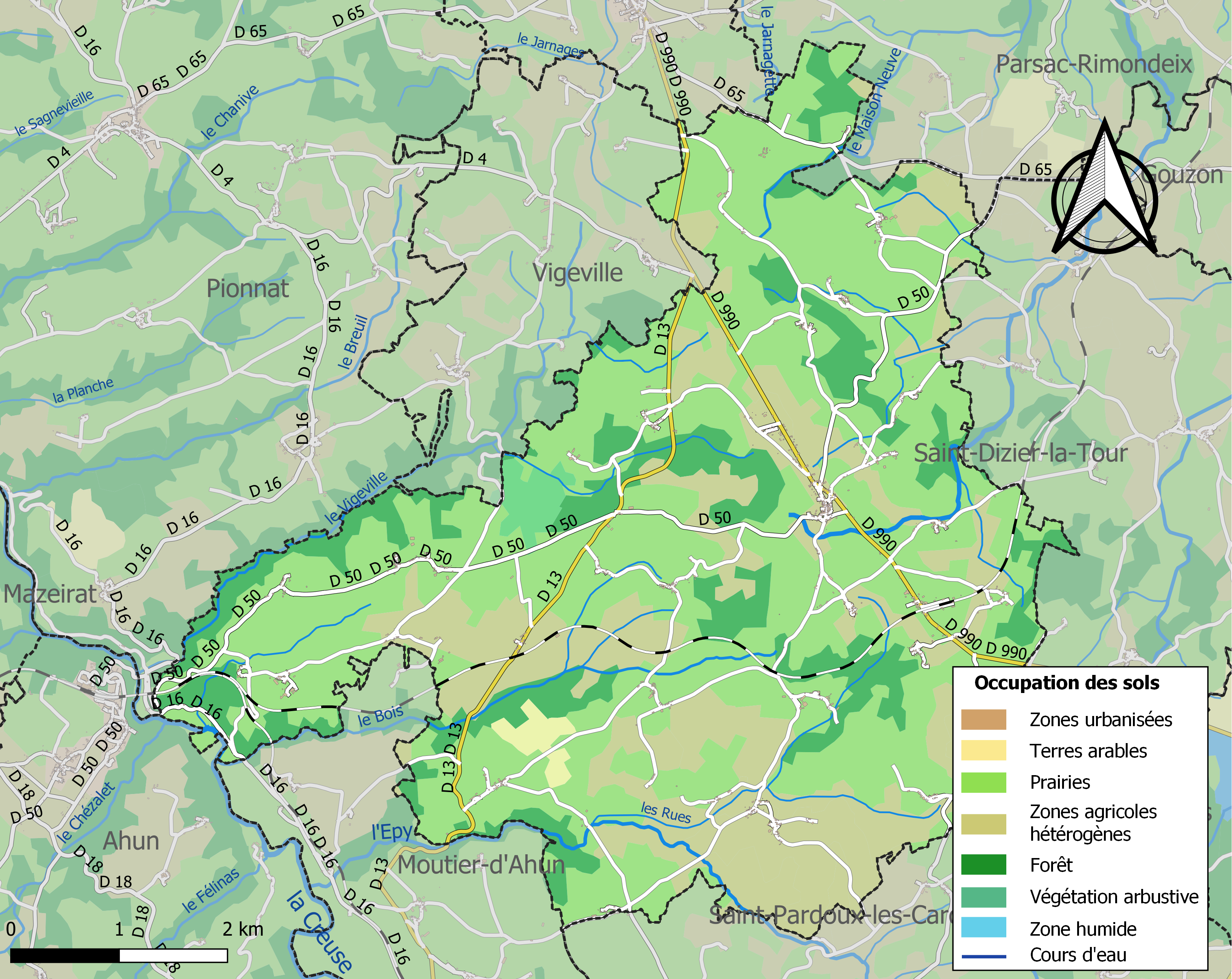
Carte des infrastructures et de l'occupation des sols de la commune en 2018 (CLC).

### Transports en commun
- Réseau TransCreuse

### Risques majeurs
Le territoire de la commune de Cressat est vulnérable à différents aléas naturels : météorologiques (tempête, orage, neige, grand froid, canicule ou sécheresse) et séisme (sismicité faible). Il est également exposé à un risque technologique, la rupture d'un barrage, et à un risque particulier : le risque de radon. Un site publié par le BRGM permet d'évaluer simplement et rapidement les risques d'un bien localisé soit par son adresse soit par le numéro de sa parcelle.

#### Risques naturels

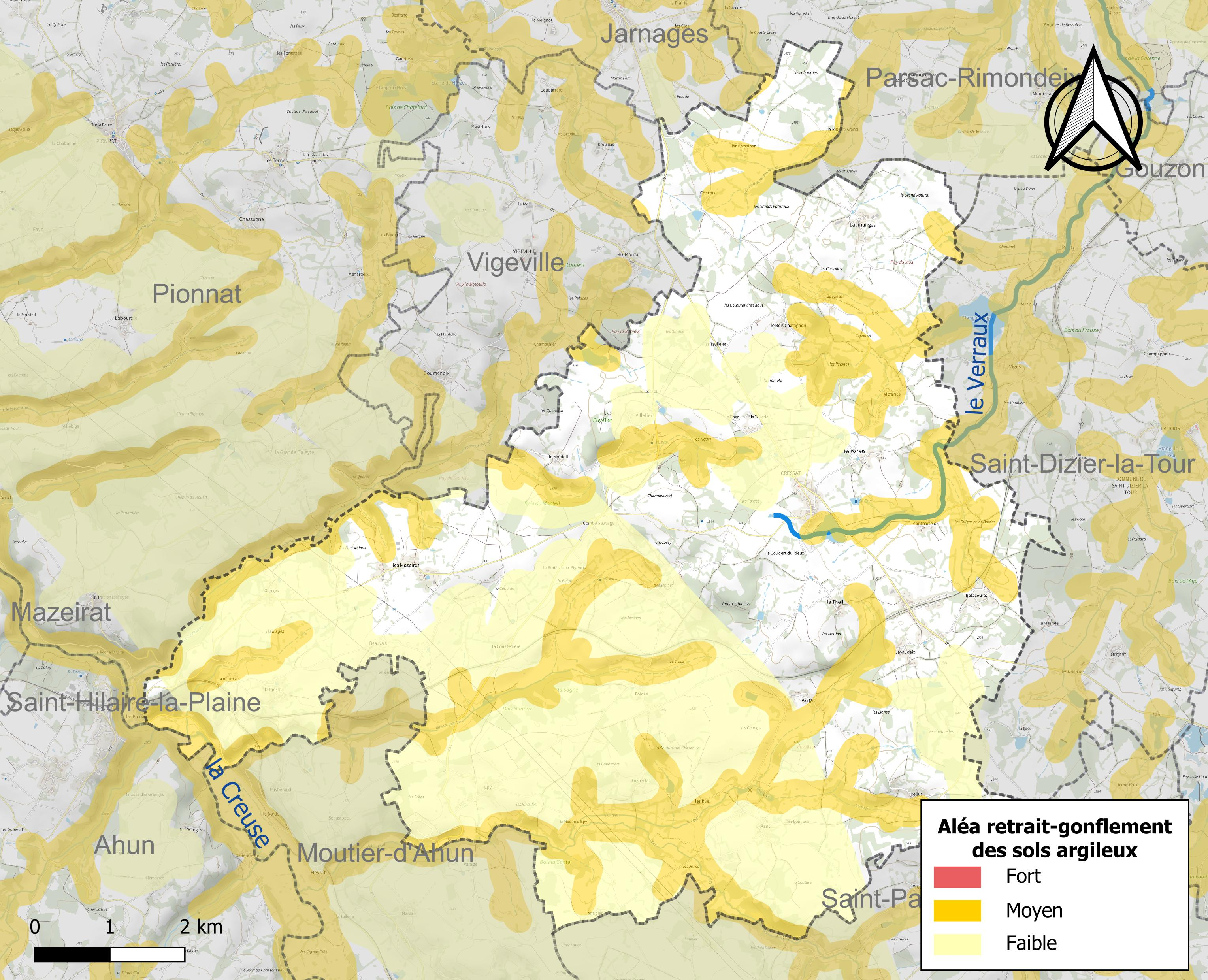
Carte des zones d'aléa retrait-gonflement des sols argileux de Cressat.

Le retrait-gonflement des sols argileux est susceptible d'engendrer des dommages importants aux bâtiments en cas d’alternance de périodes de sécheresse et de pluie. 27,4 % de la superficie communale est en aléa moyen ou fort (33,6 % au niveau départemental et 48,5 % au niveau national). Sur les 446 bâtiments dénombrés sur la commune en 2019, 75 sont en aléa moyen ou fort, soit 17 %, à comparer aux 25 % au niveau départemental et 54 % au niveau national. Une cartographie de l'exposition du territoire national au retrait gonflement des sols argileux est disponible sur le site du BRGM,.
Par ailleurs, afin de mieux appréhender le risque d’affaissement de terrain, l'inventaire national des cavités souterraines permet de localiser celles situées sur la commune.
La commune a été reconnue en état de catastrophe naturelle au titre des dommages causés par les inondations et coulées de boue survenues en 1982, 1999 et 2001. Concernant les mouvements de terrains, la commune a été reconnue en état de catastrophe naturelle au titre des dommages causés par des mouvements de terrain en 1999.

#### Risques technologiques
La commune est en outre située en aval du  barrage de Confolent, un ouvrage sur la Creuse de classe A soumis à PPI, disposant d'une retenue de 4,7 millions de mètres cubes. À ce titre elle est susceptible d’être touchée par l’onde de submersion consécutive à la rupture de cet ouvrage.

#### Risque particulier
Dans plusieurs parties du territoire national, le radon, accumulé dans certains logements ou autres locaux, peut constituer une source significative d’exposition de la population aux rayonnements ionisants. Certaines communes du département sont concernées par le risque radon à un niveau plus ou moins élevé. Selon la classification de 2018, la commune de Cressat est classée en zone 3, à savoir zone à potentiel radon significatif.

## Toponymie
Il s'agit d'un type toponymique gaulois ou gallo-romain dont la finale -at, représente le traitement nord occitan du suffixe -acum.
Voir Crécy-la-Chapelle

## Politique et administration

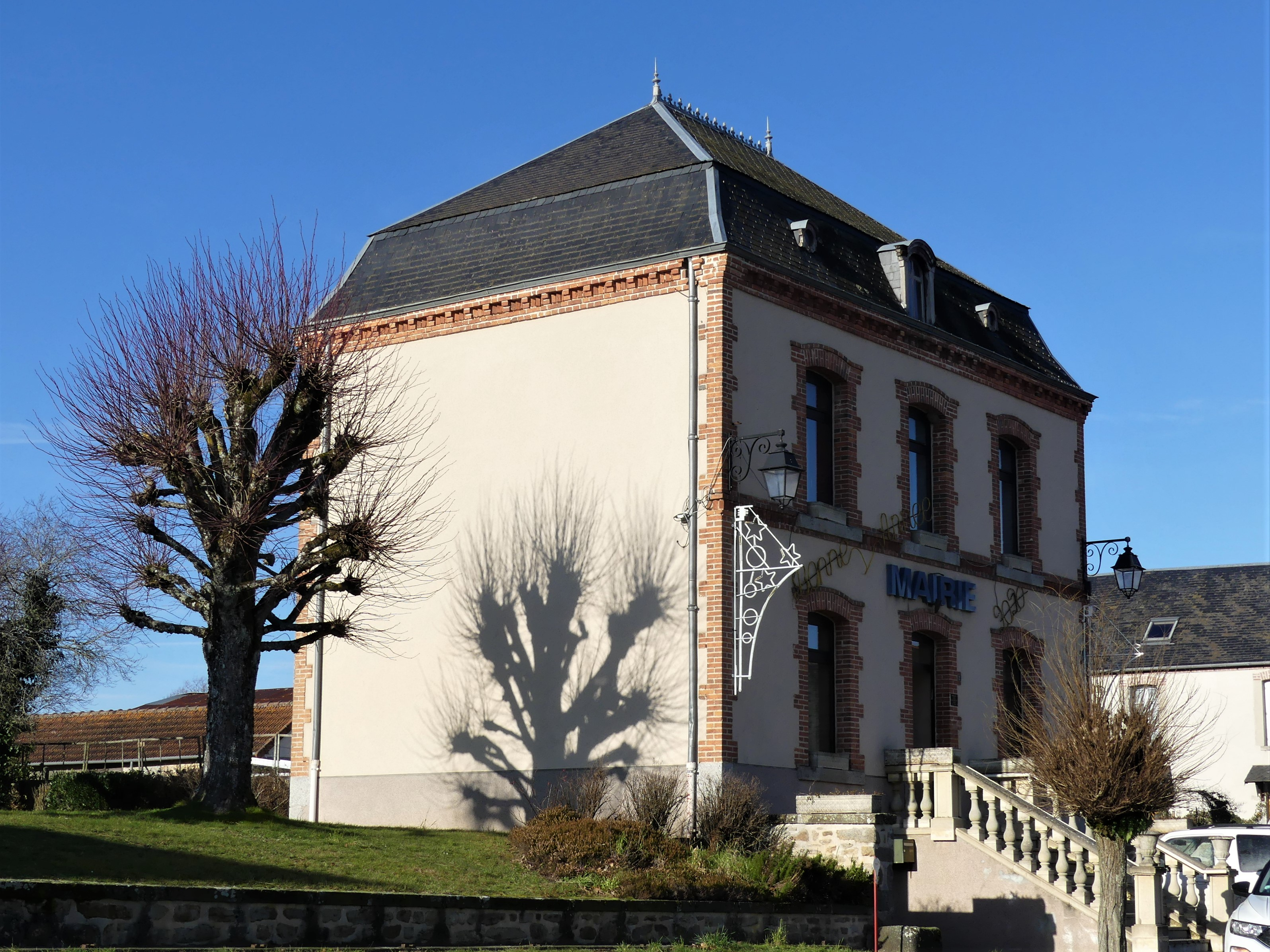
La mairie en 2020.

À l'issue des élections municipales de mars 2014, Jean Auclair a été réélu maire de la commune par le nouveau conseil municipal.
| Période                                  | Période  | Identité           | Étiquette | Qualité                                                            |
| ---------------------------------------- | -------- | ------------------ | --------- | ------------------------------------------------------------------ |
| Les données manquantes sont à compléter. |          |                    |           |                                                                    |
|                                          |          |                    |           |                                                                    |
| 1977                                     | mai 2020 | Jean Auclair       | UMP-LR    | Conseiller général du canton d'Ahun (1989-2015) Député (1993-2012) |
| mai 2020                                 | en cours | Josiane Chamberaud |           | Retraitée                                                          |

## Démographie
L'évolution du nombre d'habitants est connue à travers les recensements de la population effectués dans la commune depuis 1793. Pour les communes de moins de 10 000 habitants, une enquête de recensement portant sur toute la population est réalisée tous les cinq ans, les populations de référence des années intermédiaires étant quant à elles estimées par interpolation ou extrapolation. Pour la commune, le premier recensement exhaustif entrant dans le cadre du nouveau dispositif a été réalisé en 2005.

En 2022, la commune comptait 514 habitants, en évolution de −7,22 % par rapport à 2016 (Creuse : −3,32 %, France hors Mayotte : +2,11 %).
| 1793  | 1800  | 1806  | 1821  | 1831  | 1836  | 1841  | 1846  | 1851  |
| ----- | ----- | ----- | ----- | ----- | ----- | ----- | ----- | ----- |
| 1 487 | 1 438 | 1 377 | 1 608 | 1 691 | 1 782 | 1 745 | 1 783 | 1 804 |

| 1856  | 1861  | 1866  | 1872  | 1876  | 1881  | 1886  | 1891  | 1896  |
| ----- | ----- | ----- | ----- | ----- | ----- | ----- | ----- | ----- |
| 1 785 | 1 693 | 1 722 | 1 696 | 1 665 | 1 661 | 1 693 | 1 703 | 1 546 |

| 1901  | 1906  | 1911  | 1921  | 1926  | 1931  | 1936  | 1946  | 1954 |
| ----- | ----- | ----- | ----- | ----- | ----- | ----- | ----- | ---- |
| 1 572 | 1 560 | 1 538 | 1 319 | 1 247 | 1 202 | 1 164 | 1 034 | 938  |

| 1962 | 1968 | 1975 | 1982 | 1990 | 1999 | 2005 | 2006 | 2010 |
| ---- | ---- | ---- | ---- | ---- | ---- | ---- | ---- | ---- |
| 882  | 765  | 702  | 647  | 552  | 523  | 549  | 557  | 570  |

| 2015 | 2020 | 2022 | - | - | - | - | - | - |
| ---- | ---- | ---- | - | - | - | - | - | - |
| 554  | 516  | 514  | - | - | - | - | - | - |

## Culture locale et patrimoine

### Lieux et monuments
- L'église Sainte-Marguerite, qui se trouve au centre du bourg de Cressat, a été récemment[Quand ?] restaurée.
- Le viaduc de Busseau situé sur le territoire des communes d'Ahun et de Pionnat est inscrit au titre des monuments historiques en 1975[24]. Pour une quinzaine de mètres, son extrémité orientale se trouve sur le territoire de Cressat.

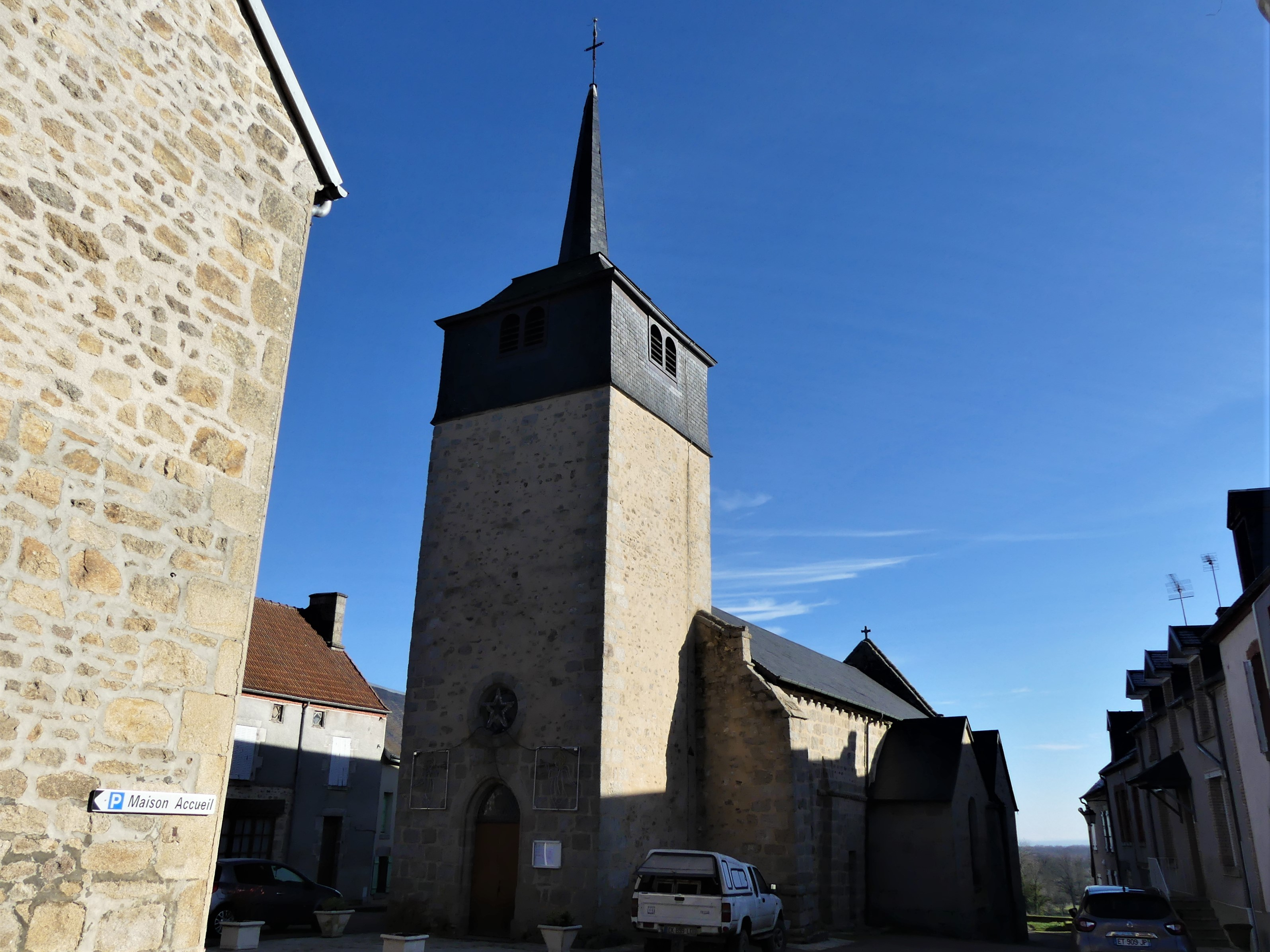
L'église Sainte-Marguerite.
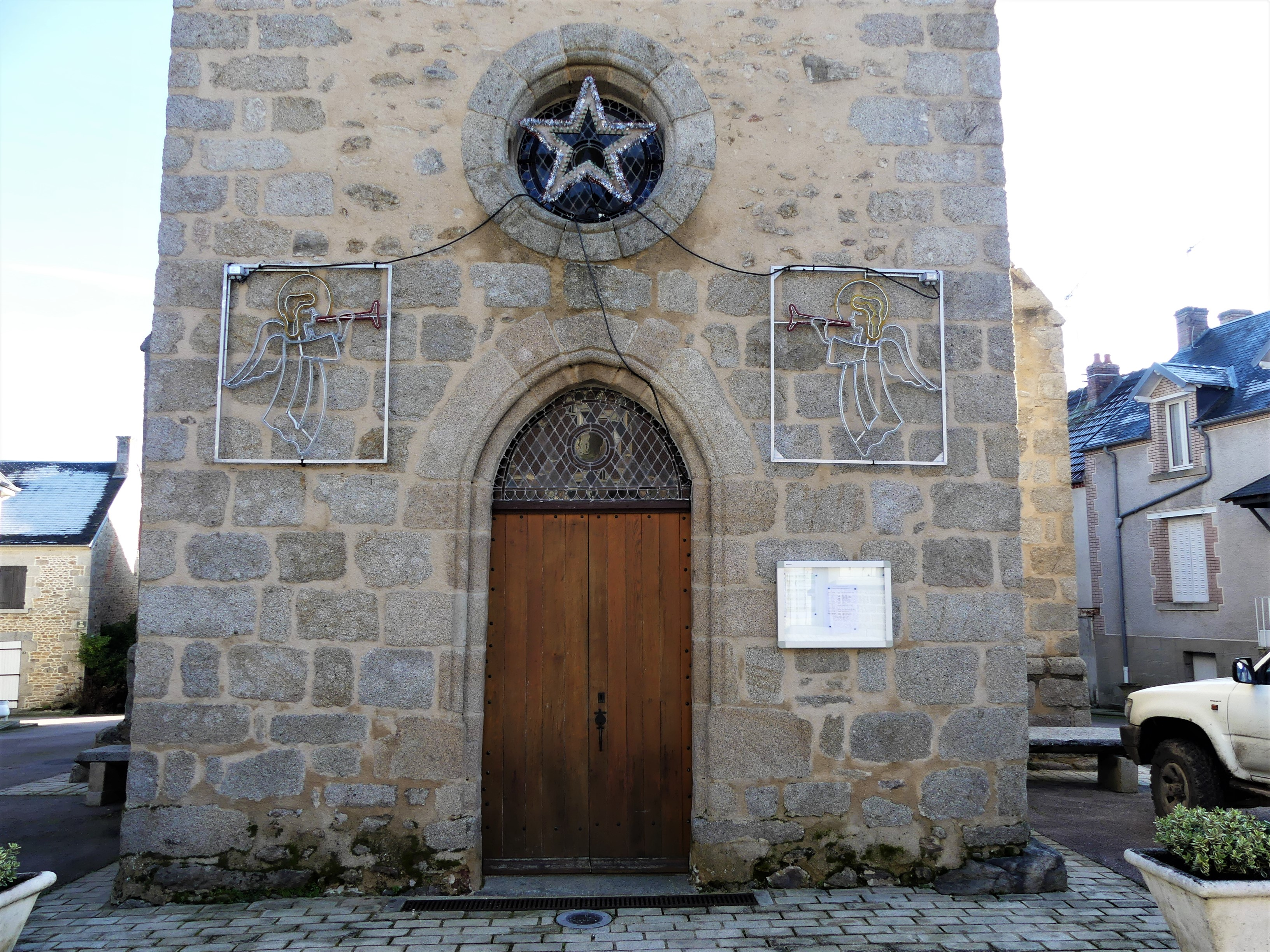
Son portail.
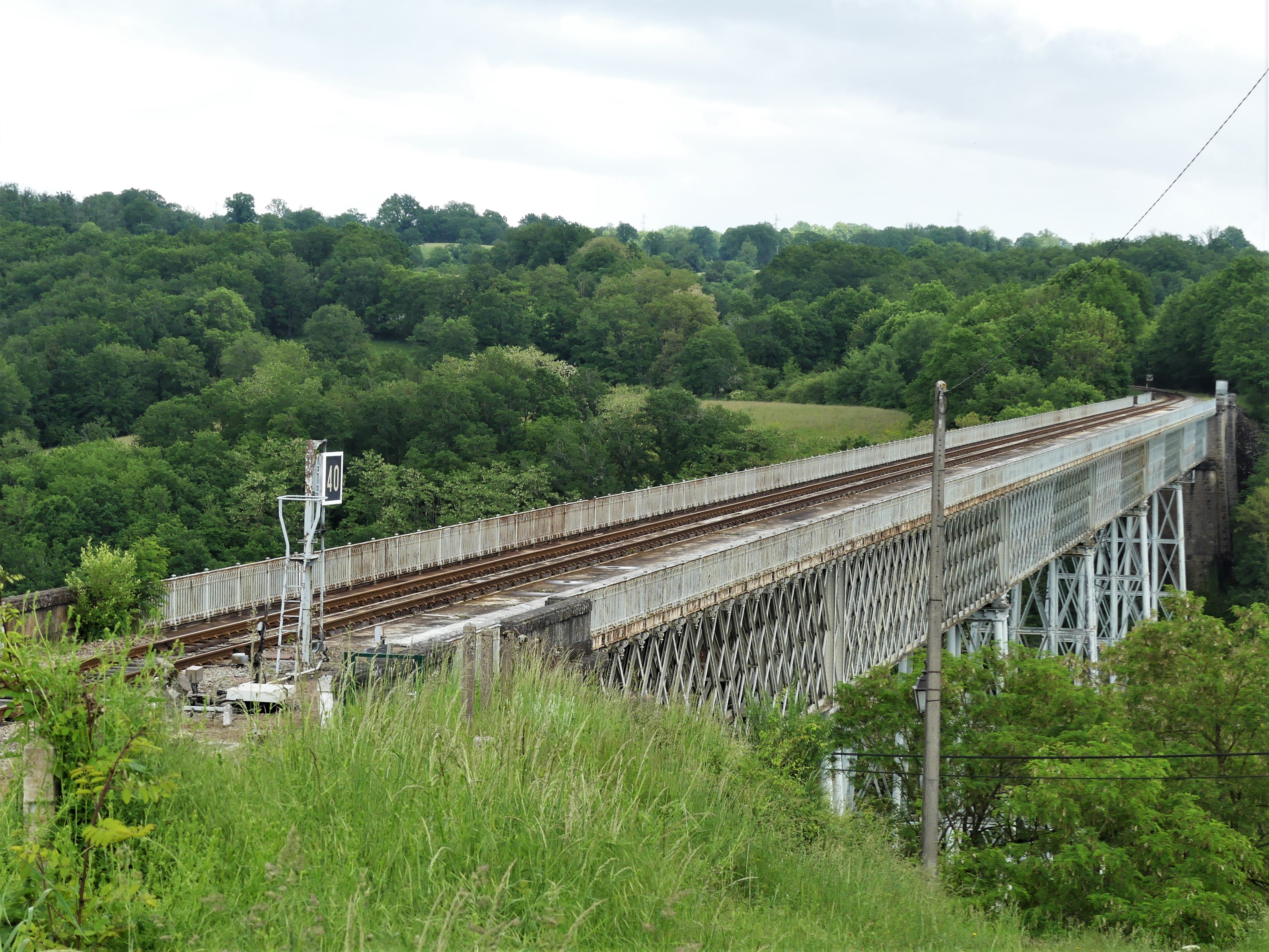
Le viaduc de Busseau. Au fond, la commune de Cressat.
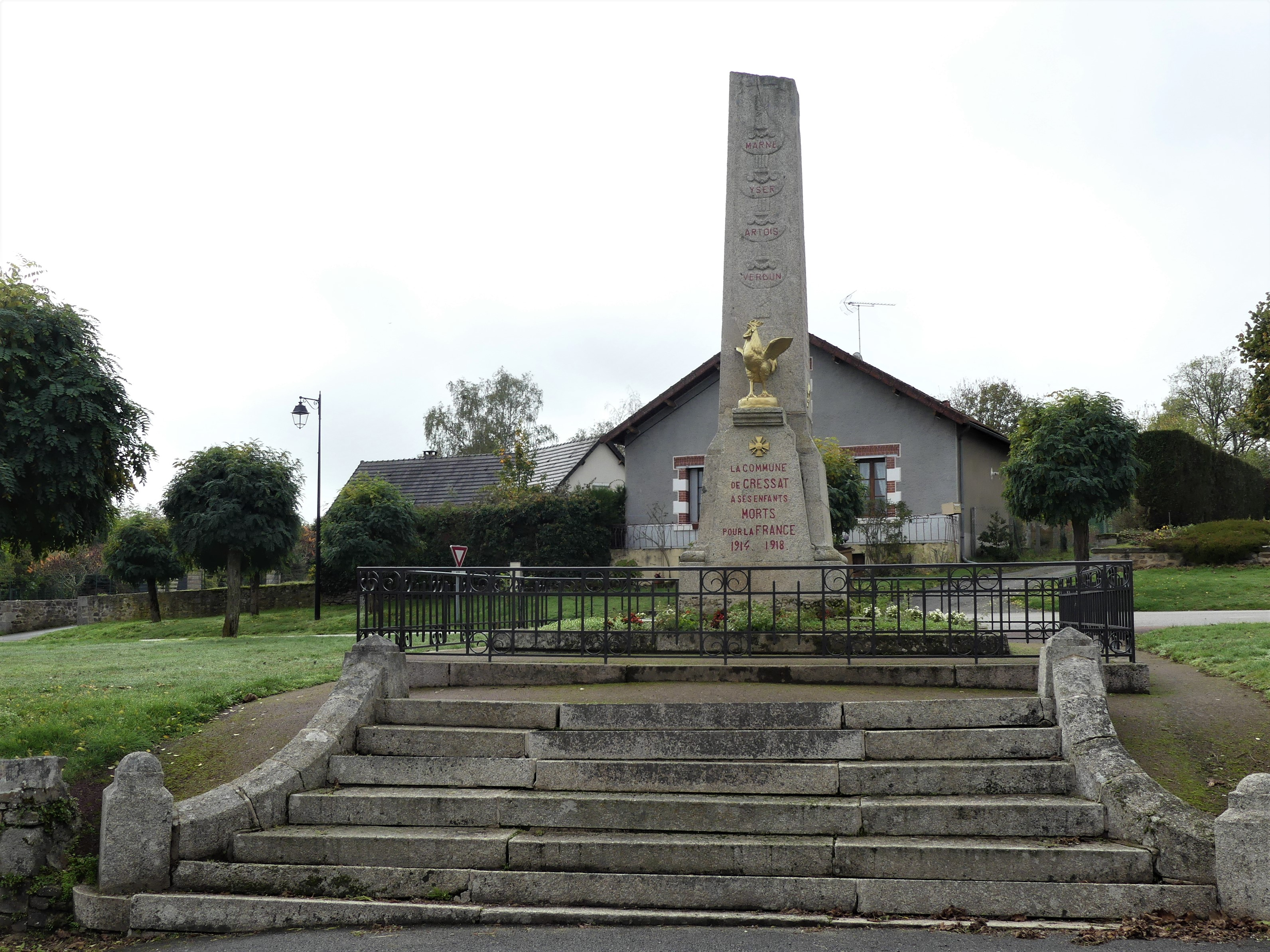
Le monument aux morts.
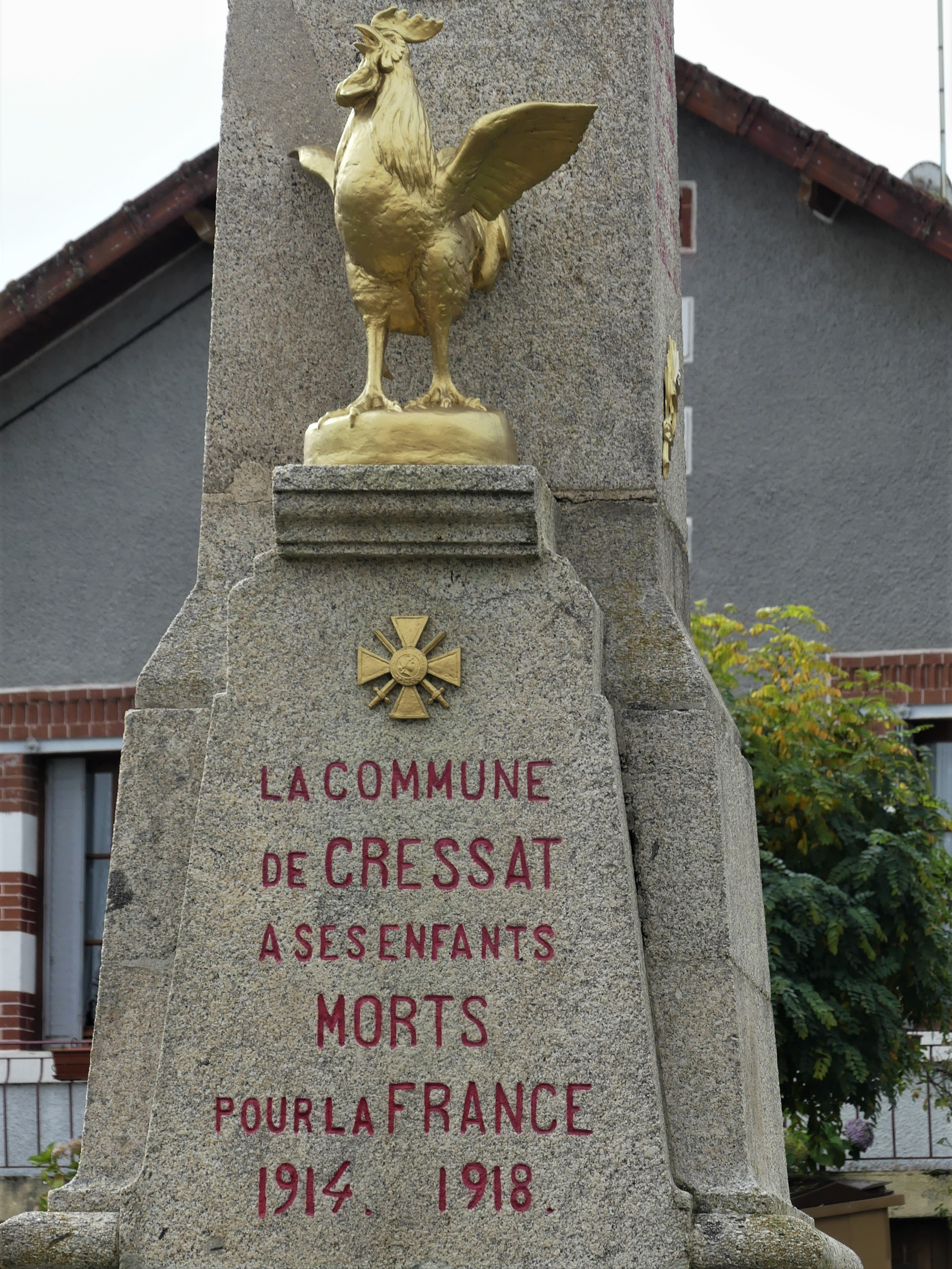
Le coq du monument aux morts.
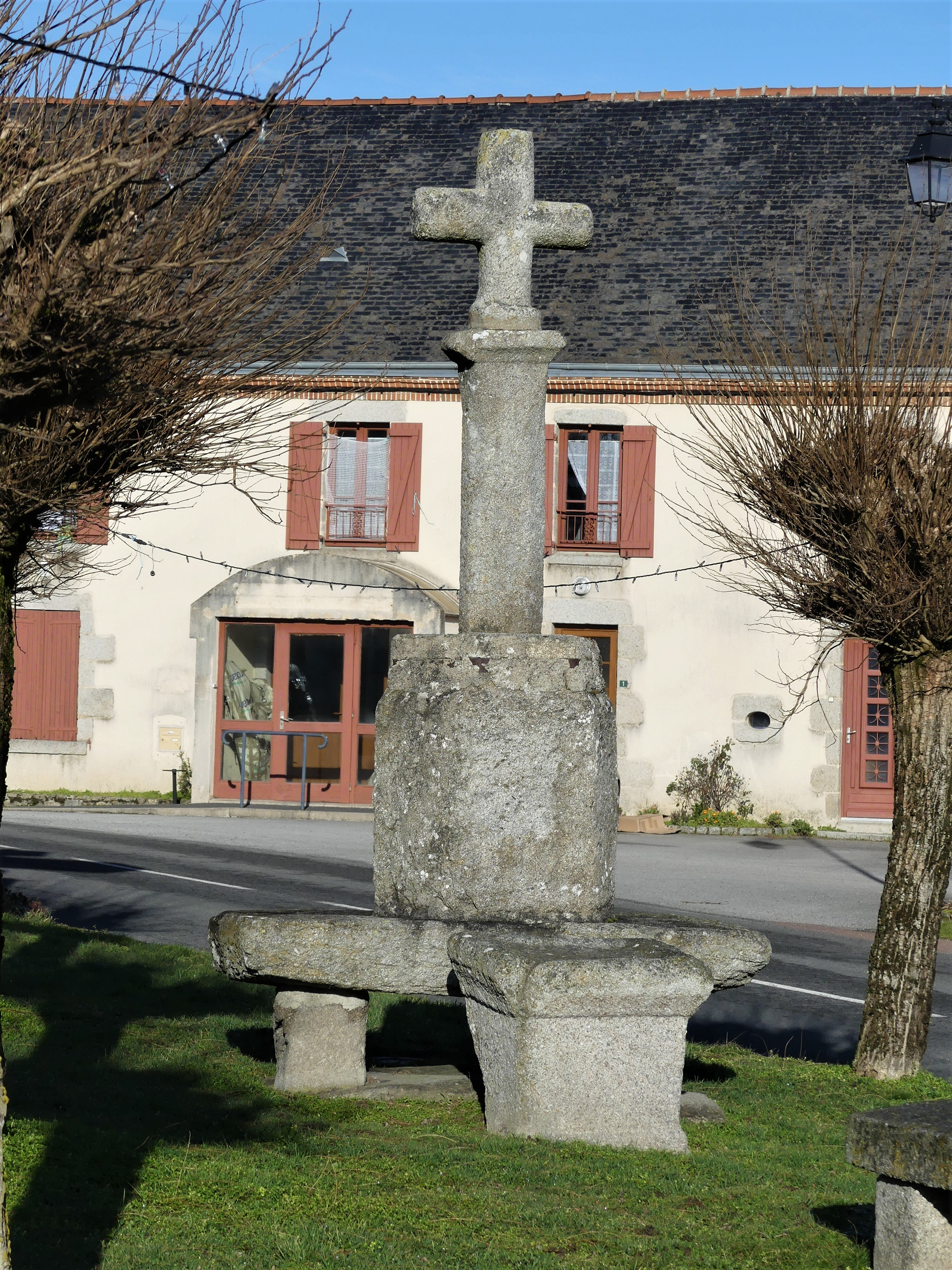
Croix monumentale face à la mairie.

### Personnalités liées à la commune
- Jean Auclair (1946-), député de la Creuse de 1993 à 2012, est maire de Cressat de 1977 à 2020.

### Héraldique
| Blason de Cressat | Blason  | D'azur à trois épis de blé au trait d'or.        |
| Blason de Cressat | Détails | Le statut officiel du blason reste à déterminer. |